# Comuna de Swarzędz
Swarzędz (polaco: Gmina Swarzędz) é uma gminy (comuna) na Polónia, na voivodia de Grande Polónia e no condado de Poznański. A sede do condado é a cidade de Swarzędz.
De acordo com os censos de 2006, a comuna tem 40 891 habitantes, com uma densidade 401 hab/km².

## Área
Estende-se por uma área de 101,99 km², incluindo:
- área agricola: 68,38%
- área florestal: 12,95%

## Demografia
Dados de 30 de Junho 2004:
|                      | Total   | Total | Mulheres | Mulheres | Homens  | Homens |
| -------------------- | ------- | ----- | -------- | -------- | ------- | ------ |
|                      | pessoas | %     | pessoas  | %        | pessoas | %      |
| População            | 39 248  | 100   | 20 165   | 51,4     | 19 083  | 48,6   |
| Densidade (pop./km²) | 384,8   | 100   | 197,7    | 197,7    | 187,1   | 187,1  |

De acordo com dados de 2002, o rendimento médio per capita ascendia a 1413,93 zł.

## Comunas vizinhas
- Czerwonak, Kleszczewo, Kostrzyn, Pobiedziska, Poznań